# 清水街震災紀念碑
24°16′06″N 120°34′47″E / 24.268223°N 120.579759°E
清水街震災紀念碑，是位於臺灣臺中市清水區鰲峰山市鎮公園的關刀山地震紀念碑，今列歷史建築。

## 緣由
1935年關刀山地震造成清水地區罹難者330人，房屋全倒1401戶，半倒1973戶。災後，日本政府在清水實施都市計畫，將地方重心轉移到西、南方，興建清水神社、街役場職員宿舍、及在水廠上方興建清水街震災紀念碑。碑文因遭掩蓋，豎立時間是推定1936年。碑體原以花崗石砌築，高度與形狀與大震災神岡庄殉難者追悼碑。1936年4月21日下午3點，遺族在清水公学校（今清水國小）舉行慰靈祭。之後每年紀念日，流程是在碑前祭拜後中午轉到碧華寺。
碑文面（上）

清水街

蔡楊氏花、蔡裕信、黃登高、黃氏雪子、蔡氏綉蘭、施九生、毛永春、毛氏彩雲、蔡瑞金、蔡百年、蔡裕豐、童氏金蘭、陳氏三絃、王氏春桂、紀允順、王賴氏賢、方張氏妹、蔡卓氏于、蔡氏對、蔡氏月娥、王陳氏市、顏連卿、蔡垂營、蔡枝廉、陳道芸、楊進春、張火塗、王嘉寶、吳關係、嚴振和、蔡陳氏寶龍、王朝棟、陳周氏剌、蔡螺、鄭洪氏椪頭、紀萬食、蔡力、蔡氏雪美、蔡裕遠、李薛氏鸞鳳、蔡王氏香、莊銘錫、顏印、顏椅楠、陳玉吉、李木圳、李氏錦、吳氏碧、馬陳氏進治、蔡裕德、李朝棋、吳陳氏腰、蔡陳氏查某、鄭文德、李氏金英、蔡式卿、鄭得明、周羅氏愛、蔡氏阿秀、蔡吳氏愛、馬復全、王仕備、蔡清福、蔡桂森、蔡林氏不值、蔡氏若妹、蔡青木、楊氏滿、蔡氏月雲、顏氏血、張淵泉、卓栳、蔡氏采芬、謝源泉、黃博一、楊氏碧梅、陳清池、徐蒼生、毛氏采蘋、楊肇祥、蔡瑞煌、蔡進添、蔡文彬、黃童氏緞、王朝棟、紀楊氏藤、紀遠、楊火灶、陳氏美雪、蔡王氏双、陳氏不、王塭、蔡良燕、蔡紀氏觀、蔡紀氏未、蔡楊氏玉、楊木林、楊蔡氏絨、王氏悅、王持木、蔡氏不碟、嚴振興、王朝后、王朝松、楊李氏對、曾金墻、紀陳氏血、楊易如、蔡氏銀、蔡篤珍、蔡氏月嬌、李氏秀垣、蔡氏秀霞、蔡李氏匏、蔡氏幼、王氏玉女、陳庭燦、李氏幼、周氏朱薇、謝錫堂、楊陳氏科、白跳、蔡萬賜、陳有蕃、蔡再添、曾蔡氏洽、李氏錦鸞、顏木水、蔡陳氏遠、施氏彩鶴、陳氏品若、毛氏□治、馬氏玉連、楊紀氏朱、蔡氏嬌、楊氏也好、蔡炯星、蔡裕參、楊廖氏招、張泰山、蔡水森、王劉氏招治、張氏麗滄、陳載氏娥

碑文面（中）

陳瑞玉、周氏素蘭、曾氏不碟、王經綸、廖氏麗卿、李氏錦連、王蔡氏月雲、蘇氏錦雲、鄭條、王邱氏挑、謝氏愛旦、陳氏金針、洪王氏處、翁楊氏精、王朝清、紀氏宝女、王氏品、王洪氏秀鑾、侯茂西、王丕塗、林氏瓊珠、陳文明、楊吉甫、王氏貴、蔡氏明子、蔡陳氏燕、蔡鳶飛、蔡林氏葉、廖蔡欽枝、陳鉄柱、陳氏秀英、周氏月霞、楊氏素、蔡沛雲、周李氏犁、林氏罕、林氏彩雲、林長、陳清江、李明、黃德模、王氏嘽、曾蔡氏水、洪來旺、桑原和男、周四參、紀蔡氏秀、蔡振、楊六強、黃氏燦華、周良杆、蔡批、蔡新鉄、顏浩業、周樑石、蔡氏樹蘭、王方氏度、許忠、王氏大目、王氏甘、王萬苑、王氏玉寶、王張氏雪、蔡進益、楊氏月里、楊蔡氏勤、顏王氏幼、鄭有添、蔡楊氏里、王啟明、洪陳氏嫌、余氏秀鸞、余歐氏甲、洪理、林安卿、黃氏杏子、卓傳、王蔣氏吻、陳傅、吳蔡氏柿、林禮智、蔡金鐘、張進平、王敏謙、陳螺、周劉氏吻、陳氏水雲、鄭氏玉燕、李江築、李忠信、蔡氏玉霞、洪永源、楊氏善、陳王氏盡、顏氏秀枝、周木法、翁氏粉、陳特、楊氏粉、鄭氏笑、陳氏淑琴、吳清連、李氏時、楊氏嫌、楊吳氏緞、顏氏不碟、陳氏謹、蔡何氏双、蔡碧、蔡炳文、蔡氏錦枝、蔡垂源、陳周氏足、陳氏秀穎、楊氏秀雲、楊氏玉孀、顏氏春桃、蔡黃氏越、周蔡氏綢、林氏于、林晉財、林欉、黃清水、李標、陳王氏研、陳氏赴、楊王氏朱、洪來福、吉田敏男、楊顏氏笑、楊氏月、蔡添寿、顏氏技玉、周氏密、蔡金貴、蔡薄氏查某、顏逢、楊煥松、周氏熟金、陳貞、博蔡氏吉、陳王氏却示、陳金枝、王林氏降、廉李氏碧梅、李朝宗、許木成、王廷萬、蘇寶羅、顏氏冷、陳益、鄭裴氏時、顏華、許登旭、林猪仔、余東碧、洪清華、洪槌、陳浴所、余氏阿菁、周氏玉雲、王蔣氏吻、吳陣、王氏双、邵屘、陳俊平、蔡塗氏好、陳楊氏品

碑文面（下）

卓氏幼女、楊朝枝、許氏美玉、陳尖嘴、莊永輝、莊氏瑞玉、白全泉、紀先廉、蔡氏秀娥、白萬來、王氏梅、洪甲、楊王氏夏、徐江龍、顏柏份、李追、蔡□芳、徐永順

梧棲街

蔡王氏藤、蔡天溪、林貴心、黃清秀、王氏秀琴、陳張氏貴美、蔡氏英花、呂蔡氏赤、紀氏不碟、陳氏□微、蔡正直、歐聯池、蔡欽賜、陳煙清、楊王氏妙、呂連錦、黃瑞因、楊當林、楊連福、陳江松、陳氏愛玉、廖東火、蔡林氏罔、卓白氏数、蔡陳氏春

大甲街

陳萬添、周寅、鍾東圳

沙鹿街

王占元、王復興、蔡氏燕、陳氏換、王占雄、鄭進堆、黃氏女、楊陳氏禾、陳氏春桃、陳義、蔡氏甘、童陳氏樹蘭、卓陳氏吻、許金元、蔡氏赤、蔡氏枕蘭、謝氏阿垠、蔡氏銀、卓氏甘、蔡石追、謝劉氏金、陳氏滿、李天、蔡氏翠霞、紀氏秀、陳李氏招、蕭氏玉泉、蘇氏燕玉、王氏笙、蘇情意、蕭氏玉蘭、蔡衍輝、王龍溪、陳氏□、卓陳氏鳳、王氏金枝

外埔 

張氏阿葉、周劉氏阿妹、陳吳氏研、李甘其、陳林、蔡氏秀、鄭坤炎、黃氏來、張氏玉妹、陳葉氏粉、羅坤生、羅氏桂妹、李柯氏不

龍井

張棟樑、紀氏對

## 保存
戰後時期，因清水街震災紀念碑刻有「皇恩」等字眼，於是1976年在碑體鑲上不鏽鋼角材加強的大理石面板作抹除。之後又設有電線橫跨碑體，顯得景觀突兀。
2001年4月21日，清水鎮舉行震災六十六週年上，遺族決定取列該碑列入縣定古蹟或歷史建築，並要求恢復碑體原貌。6月27日，清水鎮鎮公所行文台中市政府文化局文化資產課，申請列入縣定古蹟等事宜。12月4日，國立文化資產保存研究中心籌備處表示，對於是否要恢復原貌，建議先用X光等非破壞檢測儀器檢查。至2003年震災紀念日前幾日，文化局宣布，對恢復舊貌難以實施。